# Квиесис, Альберт
А́льберт Квие́сис (латыш. Alberts Kviesis, 22 декабря 1881 года, имение Эргли, Курляндская губерния — 9 августа 1944 года, Рига, Рейхскомиссариат Остланд) — латвийский политический деятель, третий президент Латвийской Республики. Кавалер Ордена Трёх звёзд 1 степени с цепью (1930).

## Биография
Альберт Квиесис родился в 1881 году в имении Эргли. Начальное образование получил дома, с 1894 по 1902 год посещал Митавскую гимназию. С 1902 года по 1907 год обучался в Дерптском университете. Во время учебы вступил в студенческую организацию «Lettonia». После учёбы поступил помощником присяжного поверенного, а в 1912 г. стал адвокатом. 
Альберт Квиесис был членом Народного совета. Затем работал судьёй, депутатом Сейма и министром внутренних дел.
Впервые выдвигался на пост президента в 1927 году, но проиграл. 9 апреля 1930 года Квиесис был избран президентом.
На посту президента Альберт Квиесис не представил в Сейм ни одного законопроекта, ни один не отослал обратно для повторного рассмотрения и ни разу не собрал ни одного внеочередного заседания кабинета министров. 15 мая 1934 года Квиесис не противостоял роспуску Сейма и отмене конституции.
С 1936 года, по истечении срока президентских полномочий, работал директором Слокской целлюлозной фабрики и получал президентскую пенсию 1200 латов в месяц.
14 июня 1941 года Альберт Квиесис спрятался от чекистов в сторожке лесника и таким образом избежал депортации. Во время немецкой оккупации Квиесис вернулся к адвокатской практике. В 1942 году стал работать в Генеральной дирекции юстиции, которую в марте 1943 года возглавил. Был генерал-директором юстиции до января 1944 года.
9 августа 1944 года Квиесис собрался отплыть в Германию, но ещё в устье Даугавы, прямо на борту немецкого парохода «Монте Роза», умер от сердечного приступа. Похоронен на Лесном кладбище в Риге.